# Latkowo (powiat inowrocławski)
Latkowo – wieś w Polsce, położona w województwie kujawsko-pomorskim, w powiecie inowrocławskim, w gminie Inowrocław.

## Podział administracyjny
W latach 1954–1961 wieś należała i była siedzibą władz gromady Latkowo, po przeniesieniu siedziby i zmianie nazwy gromady, w gromadzie Szadłowice. W latach 1975–1998 miejscowość należała administracyjnie do województwa bydgoskiego.

## Demografia
Według Narodowego Spisu Powszechnego (III 2011 r.) wieś liczyła 180 mieszkańców. Jest 23. co do wielkości miejscowością gminy Inowrocław.

## Zabytki
Według rejestru zabytków Narodowego Instytutu Dziedzictwa na listę zabytków wpisany jest zespół dworski z poł. XIX w., nr rej.: 171/A z 15.06.1985:
- dwór
- park, pocz. XIX w.

## Lotnisko wojskowe
We wsi znajduje się wojskowe lotnisko Inowrocław-Latkowo.